# Eileen O'Higgins
Eileen O'Higgins (Castlewellan, Distrito de Newry, Mourne y Down, Irlanda del Norte; 22 de enero de 1987) es una actriz británica. Su papel más destacado ha sido en la obra de teatro Hold Your Tongue, Hold Your Dead, su buena actuación le ayudó a conseguir un papel secundario en las películas Brooklyn (2015) y Mary Queen of Scots (2018).

## Biografía
Eileen O'Higgins nació y creció en Castlewellan una pequeña localidad situada en el distrito de Newry, Mourne y Down en Irlanda del Norte (Reino Unido). Durante su infancia y juventud asistió a la St. Malachy's Primary School y posteriormente a la Assumption Grammar School en Ballynahinch en el condado de Down, luego estudió en el Real Escuela Galesa de Música y Teatro en Cardiff.
Después de graduarse, O'Higgins protagonizó la adaptación de la miniserie de televisión de la BBC Emma, una adaptación de la novela Emma de Jane Austen y la película para televisión Enid basada en la vida de la escritora británica Enid Blyton con Helena Bonham Carter como protagonista principal (ambas de 2009). Luego apareció en producciones teatrales como And Then There Were Four Little Beats of Four Little Hearts on the Edge of the World de la dramaturga británica Alice Birch en The Old Vic en Londres.
Su gran papel fue un papel secundario como una joven embarazada en la obra de teatro Hold Your Tongue, Hold Your Dead. Un crítico de The Harvard Crimson comentó que su actuación «transmitía una urgencia ... que era inmediata e identificable». Su buena actuación en esta obra de teatro le ayudó a conseguir un papel secundario en su primera película Brooklyn (2015), que protagonizó junto a Saoirse Ronan. Luego apareció en la serie de televisión de la BBC My Mother and Other Strangers (2016). Volvió a formar equipo con Ronan en la película Mary Queen of Scots (2018) interpretando a la noble escocesa Mary Beaton.
A principios de la década de 2020, apareció en la serie de drama criminal Dead Still (2020) y la película Misbehavior (2020), protagonizada por Keira Knightley, seguido de papeles secundarios en la serie de Netflix The Irregulars (2021) y la serie del canal de televisión estadounidense Epix, Billy the Kid (2022).

## Vida personal
Eileen O'Higgins es muy buena amiga de la también actriz Saoirse Ronan, a quien conoció durante el rodaje de la película Brooklyn en 2014.

## Filmografía

### Cine

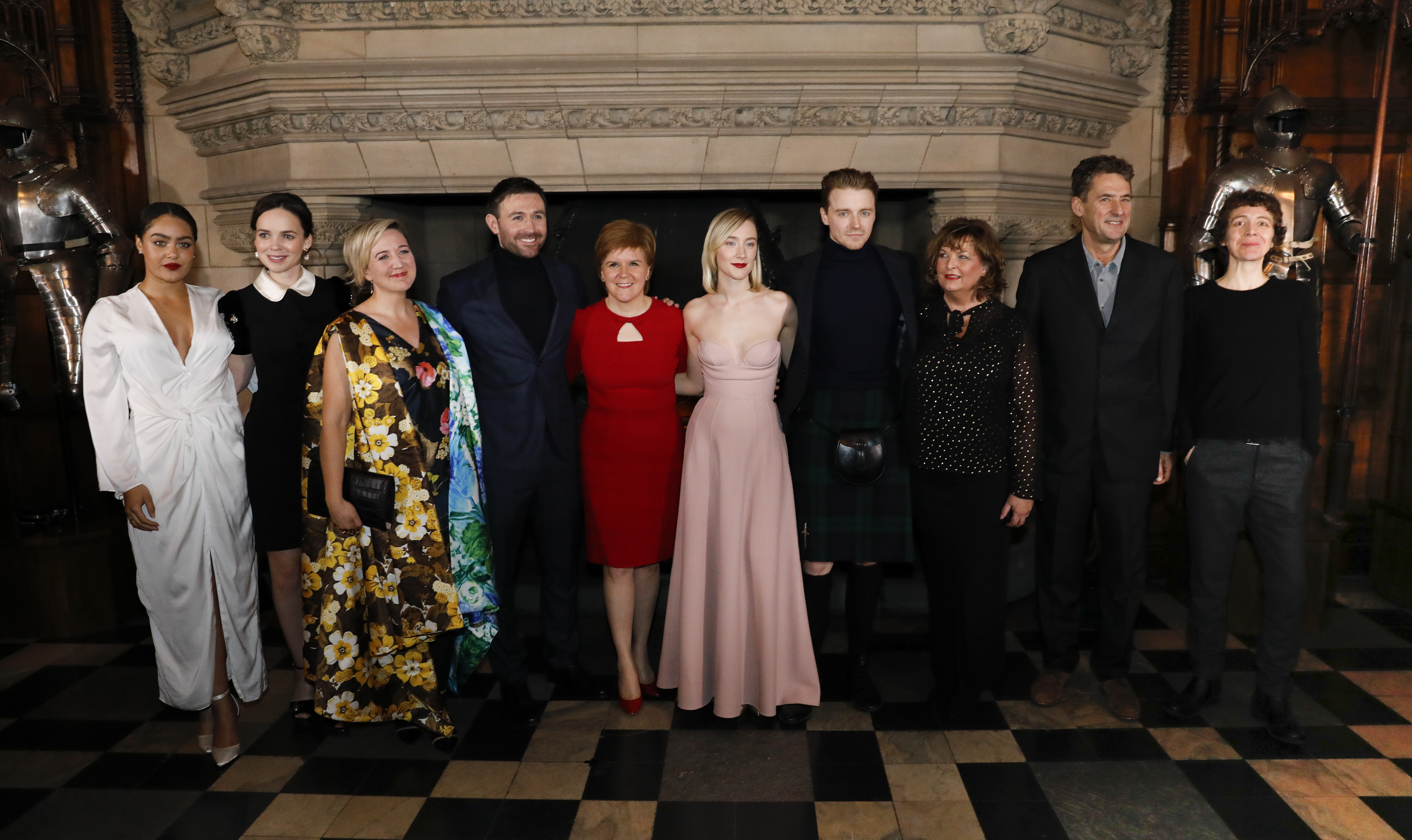
El elenco de la película Mary Queen of Scots en el Castillo de Edimburgo en 2019

| Año  | Título              | Papel          | Notas         | Ref.   |
| ---- | ------------------- | -------------- | ------------- | ------ |
| 2015 | Brooklyn            | Nancy Sheridan |               |        |
| 2016 | The Party           | Allison        |               |        |
| 2018 | Grace and Goliath   | Lucy           |               |        |
| 2018 | Mary Queen of Scots | Mary Beaton    |               | [ 9 ]  |
| 2020 | Misbehaviour        | Joan Billings  |               |        |
| 2020 | Nowhere Special     | Shona          |               | [ 15 ] |
| 2022 | The Queue           | Amy            |               |        |
| —    | James and Lucia     | Lucia Joyce    | Preproducción |        |

### Televisión
| Año      | Título                        | Papel            | Notas       | Ref.   |
| -------- | ----------------------------- | ---------------- | ----------- | ------ |
| 2009     | Enid                          | Maid Maggie      |             |        |
| 2009     | Emma                          | Emma             | 2 episodios |        |
| 2016     | My Mother and Other Strangers | Emma Coyne       | 5 episodios | [ 16 ] |
| 2018     | Genius                        | Eva Gouel        |             |        |
| 2020     | Dead Still                    | Nancy Vickers    | 6 episodios |        |
| 2021     | The Irregulars                | Alice            | 3 episodios | [ 12 ] |
| 2022-203 | Billy the Kid                 | Kathleen McCarty | 6 episodios | [ 17 ] |